# Algerijnse Oorlog
De Algerijnse Oorlog  (Arabisch: الثورة الجزائرية l-thawra Al-Jazaa'iriyya; Frans: Guerre d'Algérie), ook bekend als de Algerijnse Onafhankelijkheidsoorlog of de Algerijnse Revolutie, was een oorlog tussen Frankrijk en Algerijnse onafhankelijkheidsbewegingen van 1954 tot 1962, waarna Algerije onafhankelijk werd van Frankrijk. Deze oorlog was een belangrijke dekolonisatieoorlog en werd gekenmerkt als een complex gevecht met guerrilla, terrorisme tegen burgers, het gebruik van martelingen en contraterrorisme van het Franse leger. Dit conflict was ook een burgeroorlog tussen loyalistische Algerijnen die geloofden in een Frans-Algerije en opstandige Algerijnse moslims. De Algerijnse Oorlog werd met succes gestart door leden van het Front de Libération Nationale op 1 november 1954 (een dag die wordt herdacht als "Rode Allerheiligen") en leidde tot de uiteindelijke val van de Vierde Franse Republiek.

## Voorgeschiedenis
Algerije kan als een speciaal geval beschouwd worden in de golf van dekolonisaties sinds de Tweede Wereldoorlog. Algerije had geen traditie van nationale onafhankelijkheid. Het gebied was in de jaren 30 van de 19e eeuw veroverd op het in verval geraakte Ottomaanse Rijk. In dit gebied woonde een aanzienlijke minderheid van kolonisten van Franse en andere Europese afkomst (ca. 10% van de bevolking; de pieds-noirs). Algerije werd sinds 1848 niet beschouwd als kolonie, maar als gewoon Frans grondgebied (onder de naam Frans-Algerije), al werd de meerderheid van Arabieren en Berbers eerst stemrecht onthouden. In 1947 werden dezen tot vol Frans staatsburger verklaard maar ze mochten voor het bestuur van Algerije slechts een aparte inheemse kamer van zestig man kiezen, waarbij de autoriteiten door intimidatie zekerstelden dat twee derden van de zetels gevuld werden door gezagsgetrouwe elementen.

## Onlusten in 1945
Op 8 mei 1945 werd ook in Algerije het einde van de Tweede Wereldoorlog gevierd. Hierbij werd in Sétif een vlaggenparade gehouden met de vlaggen van de overwinnaars van de oorlog. Er werden echter ook vlaggen van de onafhankelijkheidsbeweging meegevoerd. De Franse oproerpolitie eiste de verwijdering van deze vlaggen en schoot met scherp in de menigte. Hierop kwam het in Sétif tot een volksopstand waarbij door genadeloze tegenacties van het Franse leger en paramilitaire pied-noirs tussen de 1.020 (officiële Franse cijfer) en 45.000 (officiële opgave van de huidige Algerijnse regering) doden vielen. Historici gaan tegenwoordig uit van een schatting van 6.000 doden. Dit voorval is bekend geworden als het Bloedbad van Sétif en Guelma en vormde een belangrijk keerpunt in de Frans-Algerijnse relaties.

## Frans Indo-China en de opkomst van het Arabisch nationalisme
Toen Frankrijk in 1954 verpletterend werd verslagen bij Dien Bien Foe (Vietnam), was de Franse lust om te koloniseren voorbij. In 1952 kwam Gamal Abdel Nasser in Egypte met een staatsgreep aan de macht en de dekolonisatiebeweging stak nu ook in Afrika de kop op: overal ontstonden onafhankelijkheidsbewegingen. Vandaar dat Frankrijk maar wat graag de onafhankelijkheid gaf aan Tunesië en aan het protectoraat Marokko (1956): het risico in nog een overzeese oorlog te worden meegesleept was te groot.

## Verloop
Op 1 november 1954 begon het Algerijnse bevrijdingsfront Front de Libération Nationale (FLN) de onafhankelijkheidsoorlog. In de vroege ochtenduren van 1 november 1954 lanceerde de voorheen onbekende Algerijnse bevrijdingsbeweging Front de Liberation Nationale (FLN) een reeks aanvallen tegen de Franse overheersing. Bij 30 gecoördineerde aanvallen op militaire kazernes, politiebureaus en fabrieken kwamen in totaal zeven mensen om het leven, onder wie een leraar Frans en twee Algerijnen die door de FLN als medewerkers werden aangemerkt.
Op deze zogenaamde Rode Allerheiligen leek de losmaking van Algerije van het moederland ondenkbaar voor politici en de media in Parijs. Men geloofde dat de kleine groep oproerkraaiers snel opgepakt zou worden. De toenmalige minister van Binnenlandse Zaken en later president François Mitterrand maakte het duidelijk: "Er is maar één onderhandeling, dat is oorlog!" 
De Egyptische president Nasser steunde de Algerijnse guerrilla actief met wapenleveranties en stond toe dat de FNL in Egypte een hoofdkwartier inrichtte; er werden aanslagen gepleegd op Franse Algerijnen. Frankrijk begon met Israël een complot te beramen om Nasser ten val te brengen. Toen Nasser in 1956 het Suezkanaal nationaliseerde, kwamen Engelse en Franse troepen tussenbeide om het Suezkanaal te veroveren, terwijl Israël de Sinaï bezette. De Fransen en Engelsen ondervonden weinig effectief militair verzet, maar werden door de Verenigde Staten en de Sovjet-Unie teruggefloten. Die konden dat doen vanwege de verarming en verzwakking van beide Europese mogendheden na twee wereldoorlogen. Nasser werd de grote held van het Arabische nationalisme, koren op de molen van de Algerijnse onafhankelijkheidsstrijders.
Vanaf 1956 kreeg het FLN daarbij steun van de buurlanden Tunesië en Marokko, die toen net onafhankelijk van Frankrijk waren geworden. De Franse troepenmacht, waaronder het Vreemdelingenlegioen, werd tot 500.000 man uitgebreid en bracht grote delen van het land onder controle. Het lukte Frankrijk echter niet het FLN geheel uit te schakelen. De opstand ontaardde daarna in een spiraal van terreur en keiharde repressie, waarbij aan beide kanten geen middel werd geschuwd. Algerijnse gevangenen werden bijvoorbeeld op grote schaal gemarteld door het Franse leger. Omgekeerd opende het FLN in 1958 een tweede front in Frankrijk. Een niets en niemand ontziende bommencampagne met vele burgerdoden moest de steun van bevolking voor de oorlog ondermijnen.
De Franse Algerijnen, de zogeheten colons of pied-noirs, hielpen met hun stem generaal De Gaulle bij presidentsverkiezingen in 1958 aan de macht komen, het begin van de Vijfde Republiek. Ze hadden hun hoop op hem gevestigd, omdat hij als held van de Tweede Wereldoorlog een reputatie van standvastigheid in de verdediging van de eer van Frankrijk had. De Gaulle constateerde na zijn aantreden echter dat de situatie hopeloos was en trok daaruit de conclusie die hij in het landsbelang achtte: hij begon onderhandelingen met de rebellen. Wereldwijd won de dekolonisatiegedachte veld en de Verenigde Staten oefenden zware druk uit op de koloniserende landen om zich terug te trekken.
De onafhankelijkheidsoorlog leidde ook in Frankrijk tot heftige spanningen onder de bevolking. Bij een referendum in Frankrijk in 1961 stemde 78 % van de Franse bevolking voor de onafhankelijkheid van Algerije, zeer tot ongenoegen van het Franse leger en de kolonisten.

### OAS
Dissidente generaals uit het Franse leger deden in april 1961 een mislukte couppoging. Enkelen van hen, zoals Salan, richtten daarna samen met de kolonisten een terreurbeweging op, de Organisation de l'Armée Secrète ("Organisatie van het Geheime Leger") of OAS. De OAS pleegde tussen 1961 en 1963 honderden aanslagen, zowel in Frankrijk als in Algerije, en maakte daarbij tussen 3.000 en 12.500 dodelijke slachtoffers. Er werden 3.600 leden gearresteerd en veroordeeld, en drie van hen werden door de Franse overheid geëxecuteerd. Het was een van de grootste terreurbewegingen uit de Europese geschiedenis.

### Bloedbad van Parijs
Op 17 oktober 1961 organiseerde het FLN een vreedzame demonstratie in Parijs, waaraan ongeveer 30.000 Algerijnen deelnamen. De Franse politie (onder leiding van Maurice Papon) dreef de demonstratie uiteen en schoot met scherp op de menigte. Er werden 14.000 mensen opgepakt en 200 mensen werden doodgeschoten, van wie een aanzienlijk aantal in de Seine werd geworpen. De Franse regering erkent tot op heden officieel slechts 32 doden.

### Onafhankelijkheid
Na lange onderhandelingen ondertekende president De Gaulle op 18 maart 1962 te Évian-les-Bains de Verdragen van Évian, waarmee Algerije zijn zelfbeschikkingsrecht verkreeg. De Franse kolonisten verlieten in de maanden daarna massaal Algerije. Op 1 juli 1962 stemde de Algerijnse bevolking met 99 % van de stemmen voor onafhankelijkheid; op 3 juli 1962 erkende Frankrijk Algerije als onafhankelijk land.
President De Gaulle verleende tevens amnestie aan het gehele Franse leger voor de martelingen en misdaden die begaan zijn tijdens de gehele Frans-Algerijnse oorlog. In 2001 onthulde burgemeester Bertrand Delanoë een officieel herdenkingsplaquette op de Pont Saint-Michel ter nagedachtenis van de slachtoffers van het bloedbad van Parijs. De tekst op deze plaquette luidt "ter herinnering aan de vele Algerijnen die gedood zijn tijdens de bloedige onderdrukking van de vreedzame demonstratie van 17 oktober 1961".

## Slachtoffers
Niemand vermoedde dat deze oorlog, die was begonnen met de "Rode Allerheiligen", nog lang zou aanslepen. acht jaar. Gedurende die tijd zouden tussen de 250.000 (volgens de Franse schatting) en een miljoen (volgens de Algerijnse schatting) islamitische Algerijnen sterven.
Na de onafhankelijkheid liet Frankrijk de Algerijnen die aan Franse kant hadden gestreden, de zogenaamde harkis, aan hun lot over. Door de FLN werden deze mannen gezien als collaborateurs. Tussen de 30.000 en 150.000 van hen werden vermoord. Sommigen werden levend verbrand. Anderen werden gecastreerd of in stukken gesneden, waarna hun vlees aan de honden gevoerd werd.  91.000 harkis verlieten Algerije en vestigden zich in Frankrijk, waar zij een schamel bestaan leiden.
Algerije zou in de toekomst voor Frankrijk de brug naar Noord-Afrika blijven en de Franse invloed in het Middellandse Zeegebied veiligstellen. In ruil voor economische ontwikkelingshulp kreeg Frankrijk bevoorrechte toegang tot Algerijnse olie en gas en tot de kernproefgebieden in de Sahara. Ondanks de verharde fronten tussen de landen, die beide terughoudend waren om met de gebeurtenissen om te gaan, streefde De Gaulle naar een nieuwe Frans-Arabische politiek, die het Franse zelfbeeld als mediterrane macht vormgeeft dat vandaag nog steeds de overhand heeft.